# Tione (satélite)
Tione (en griego Θυώνη Thyone), o Júpiter XXIX, es un satélite irregular retrógrado de Júpiter. Fue descubierto por un equipo de astrónomos de la Universidad de Hawái dirigidos por Scott S. Sheppard en el año 2001, y se le dio la designación provisional de S/2001 J 2.
Tione tiene unos 4 kilómetros de diámetro, y orbita a Júpiter a una distancia media de 21,406 millones de km en 639,803 días, a una inclinación de 147° con respecto a la eclíptica (145° al ecuador de Júpiter), con una excentricidad de 0,2526.
Fue nombrado en agosto de 2003 como de Tione, más conocida como Sémele, una de las conquistas Zeus en la mitología griega.
Tione pertenece al grupo de Ananké, satélites retrógrados irregulares en órbita alrededor de Júpiter entre 19,3 y 22,7 millones de km, con inclinaciones de unos 150°.